# 軍事訓練
軍事訓練（ぐんじくんれん、英: military training）は、軍隊において軍人が受ける軍事的な体力や技能を習得するための訓練である。
軍事訓練は職業軍人が平時において受けているが、戦時においては一般市民が受ける場合もある。戦前・戦中の日本では学校教練として学科が設けられ、一般的な学生が軍事訓練を受けた歴史がある。
中国の大学では『軍訓』と呼ばれる訓練が義務化されている。

## 概説
軍隊の能力は練度により左右されるため、軍事訓練は平時における重要な任務の1つである。その内容は体力向上を目的とした体力練成や、基本的な動作を学ぶ基本教練に始まり、武器などの装備の整備や射撃などの戦闘技術を訓練する。軍事訓練とは、個人または部隊の能力を向上させるために行われるものであり、軍事作戦の計画・準備・実行を含んだ模擬作戦である軍事演習とは異なる。
原則的に軍事訓練は錬度に応じて段階的に高度化していく。したがって、精強な部隊は能力の維持のために求められる訓練の程度が厳しく、特殊部隊では通常の部隊よりも厳しい訓練が一種の選抜試験の性質を併せ持つ事もある。また、軍事訓練は常に危険が伴うため、その過程で死傷者を出す場合もある。